# Туделано
«Туделано» (исп. CD Tudelano) — испанский футбольный клуб из города Тудела, в автономной области Наварра. Клуб основан в 1935 году, гостей принимает на «Городском стадионе» города Туделы, вмещающем 11 000 зрителей. В Примере и Сегунде команда никогда не выступала, лучшим результатом является 1-е в Сегунде Б в сезоне 2020/21.

## История
«Туделано» впервые принял участие в Сегунде B в сезоне 1977/78, заняв предпоследнее 19 место в первой группе. Клуб вернулся в третью по значимости лигу страны только в сезоне 1991/92. Команда провела в Сегунде B пять сезонов подряд, финишируя в нижней части турнирной таблицы, после чего вылетела в Терсеру.

## Достижения
- Терсера
  - Победитель (5): 1954/55, 1983/84, 1990/91, 2009/10, 2010/11
  - Сегунда Б
  - Победитель (1): 2020/21

## Сезоны по дивизионам
- Сегунда B — 11 сезонов
- Терсера — 53 сезона
- Региональная лига — 16 сезонов